# スキー・オリエンテーリング

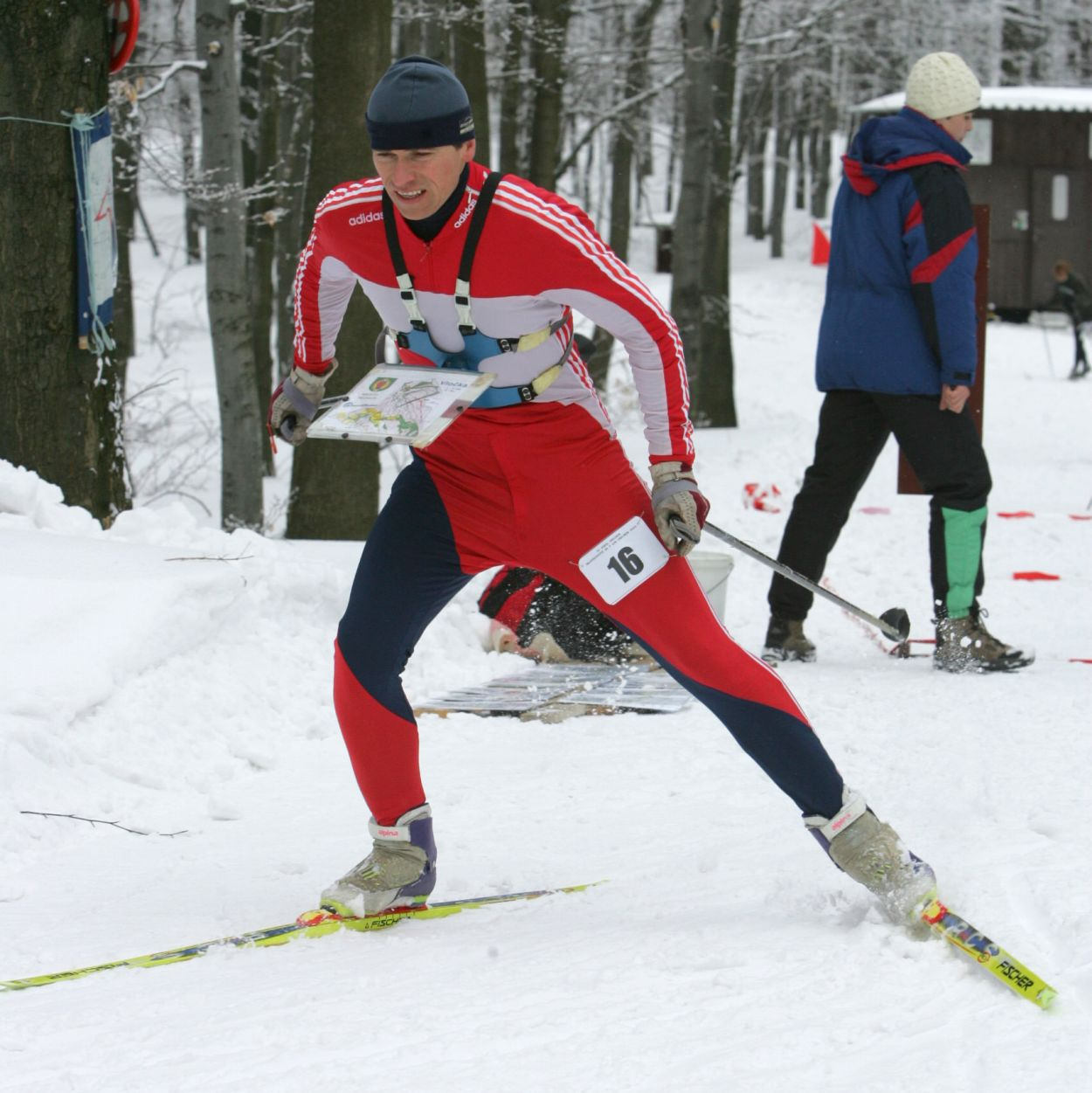
スキー・オリエンテーリングの様子

スキー・オリエンテーリング（英語：ski orienteering、略称：SkiO）は、クロスカントリースキーをしながらオリエンテーリングをするスポーツ競技。国際オリエンテーリング連盟（IOF）に公式に認められた4種目のうちのひとつ。持久力、体力、技術と共に、高速でスキーをしながら最良のルートを選ぶ厳しい判断力が求められる。
標準的なオリエンテーリング専用地図が使用されるが、雪の中でのルートを指示する緑色の印刷が追加して施され、トレールやトラック、雪道かどうかなどを示している。コース選びの戦術はマウンテンバイク・オリエンテーリングと似ている。器具は、標準的なクロスカントリースキーが使用され、首から前に下げる地図のホルダーを使用する。

## オリンピック
スキー・オリエンテーリングは、オリエンテーリングの中でも最もオリンピック種目になる可能性の高い競技形態として普及が進められている。公式の公開種目ではないものの、1998年長野オリンピックに際して、日本の菅平高原で国際文化イベントの一環としてスキーオリエンテーリングの国際大会が開催された。
IOFは2002年に国際オリンピック委員会に対し、スキー・オリエンテーリングを2006年のトリノオリンピックで採用するように正式提案を行った。特に、提案では大会会場をバイアスロン競技と共有できるメリットについても触れられた。しかし、スキーオリエンテーリングはトリノオリンピックにおける競技実施として正式勧告に取り入られなかった。オリンピック競技委員会は、北欧諸国以外での競技普及の弱さ、「放送事業者と観客が実施競技の観戦を容易に行えない難点」、新たな成績システム関連の技術開発に関わるコスト費用の3点をその理由として挙げた。一方で、IOCはスキーオリエンテーリングがオリンピック競技採用の有力候補であると認め、2014年ソチオリンピックに向けて競技委員会の審査対象とすることを検討中であるとしている。
2011年のアジア冬季競技大会（アルマトイ・アスタナ大会）では実施競技に採用され、男女計8種目が行われた。

## 世界選手権
1975年から途中変動があるものの2年おきに世界スキーオリエンテーリング選手権が開催されている。2009年の第18回大会は日本の留寿都村・ルスツリゾートで開催された。